# 巫峡

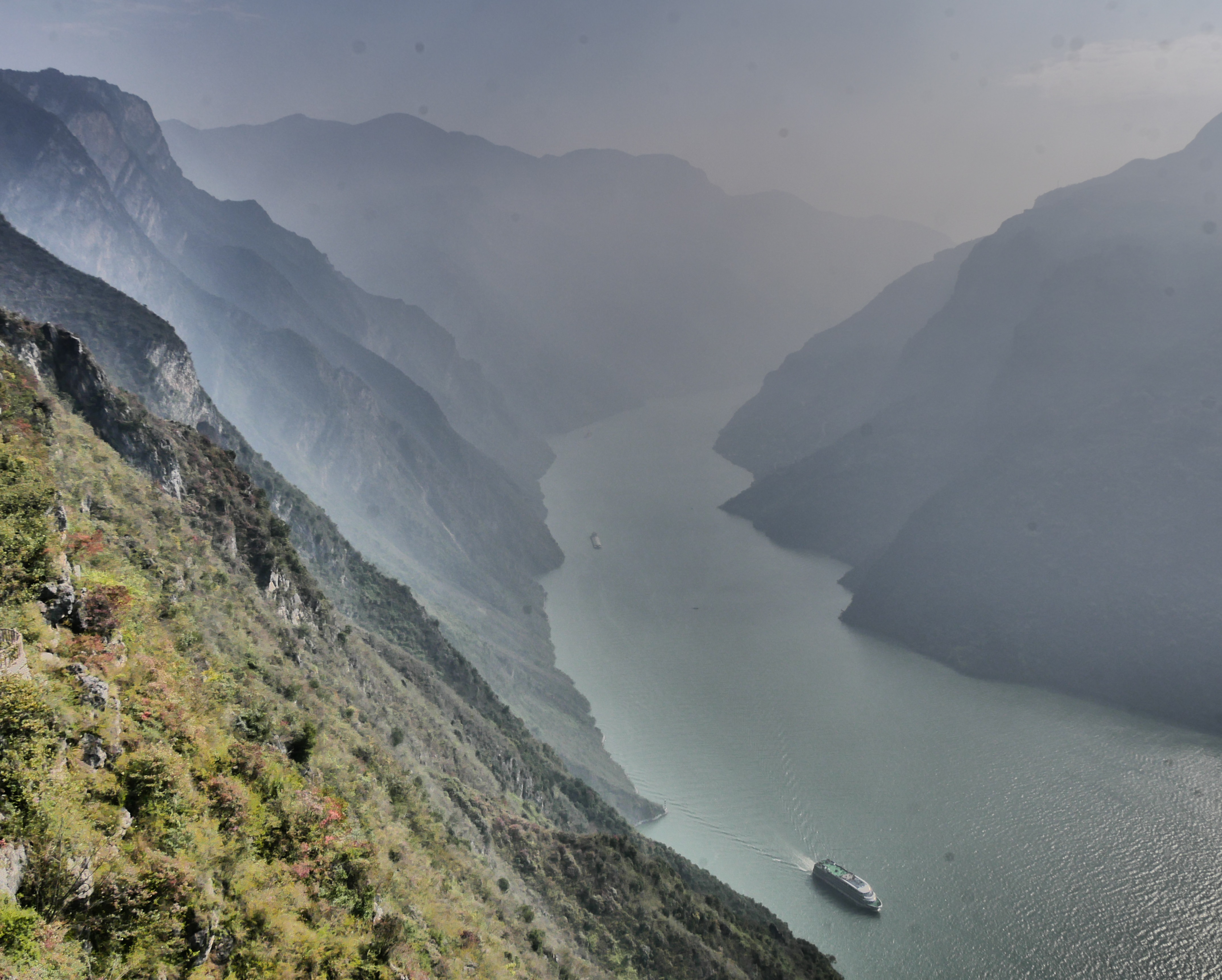
巫峡

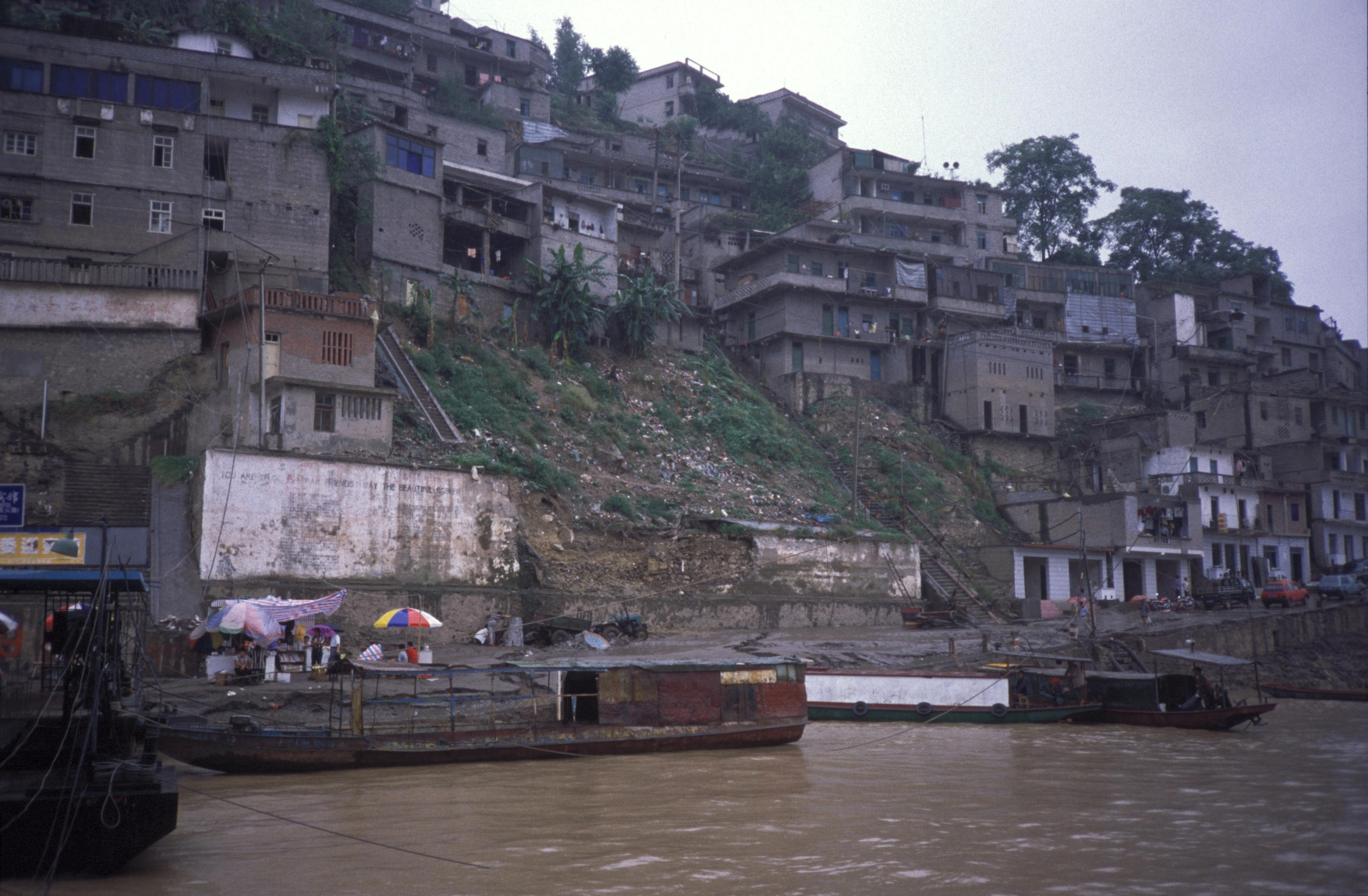
三峡ダム完成以前の巫山県の県城。1999年

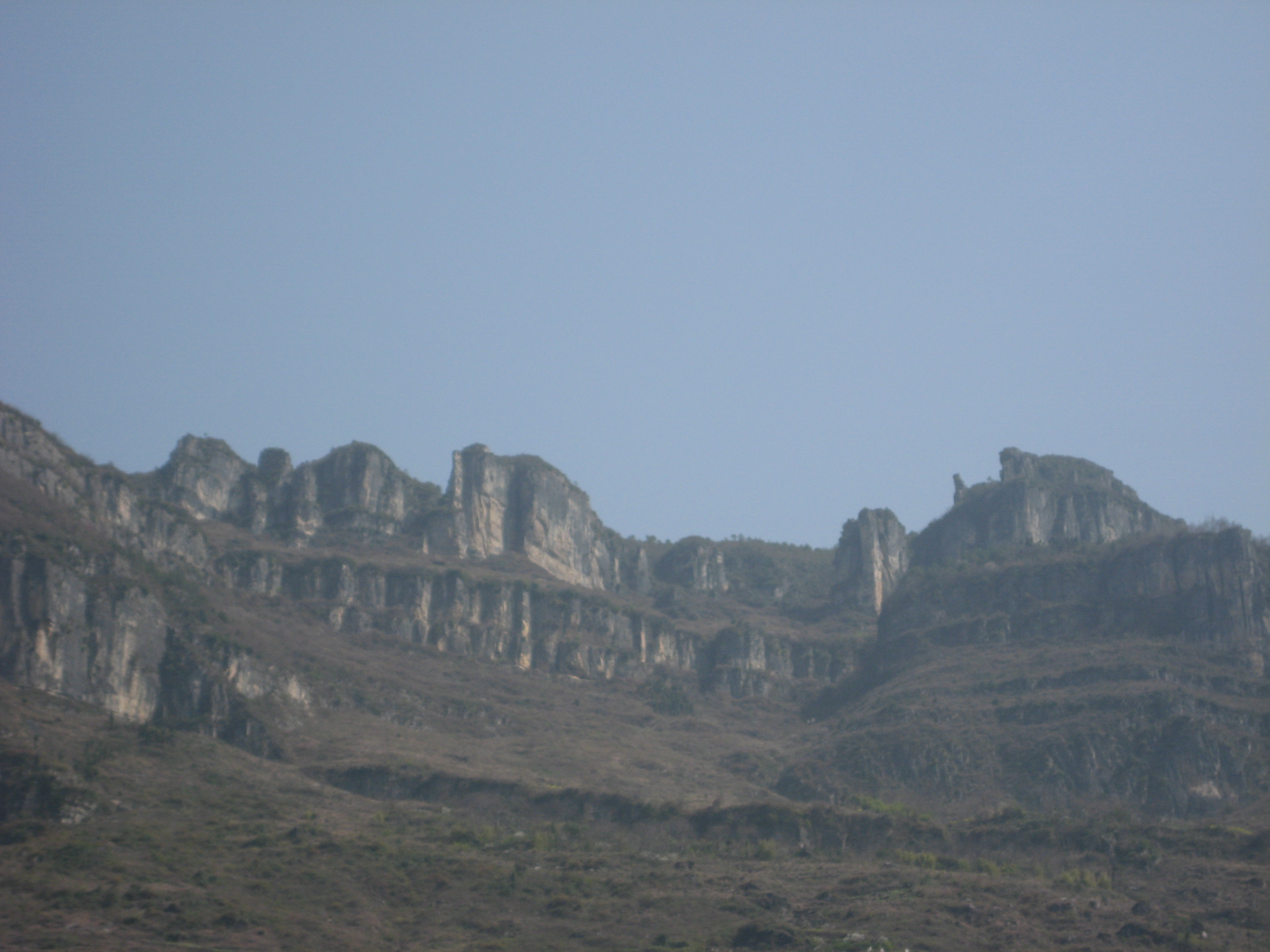
巫峡十二峰

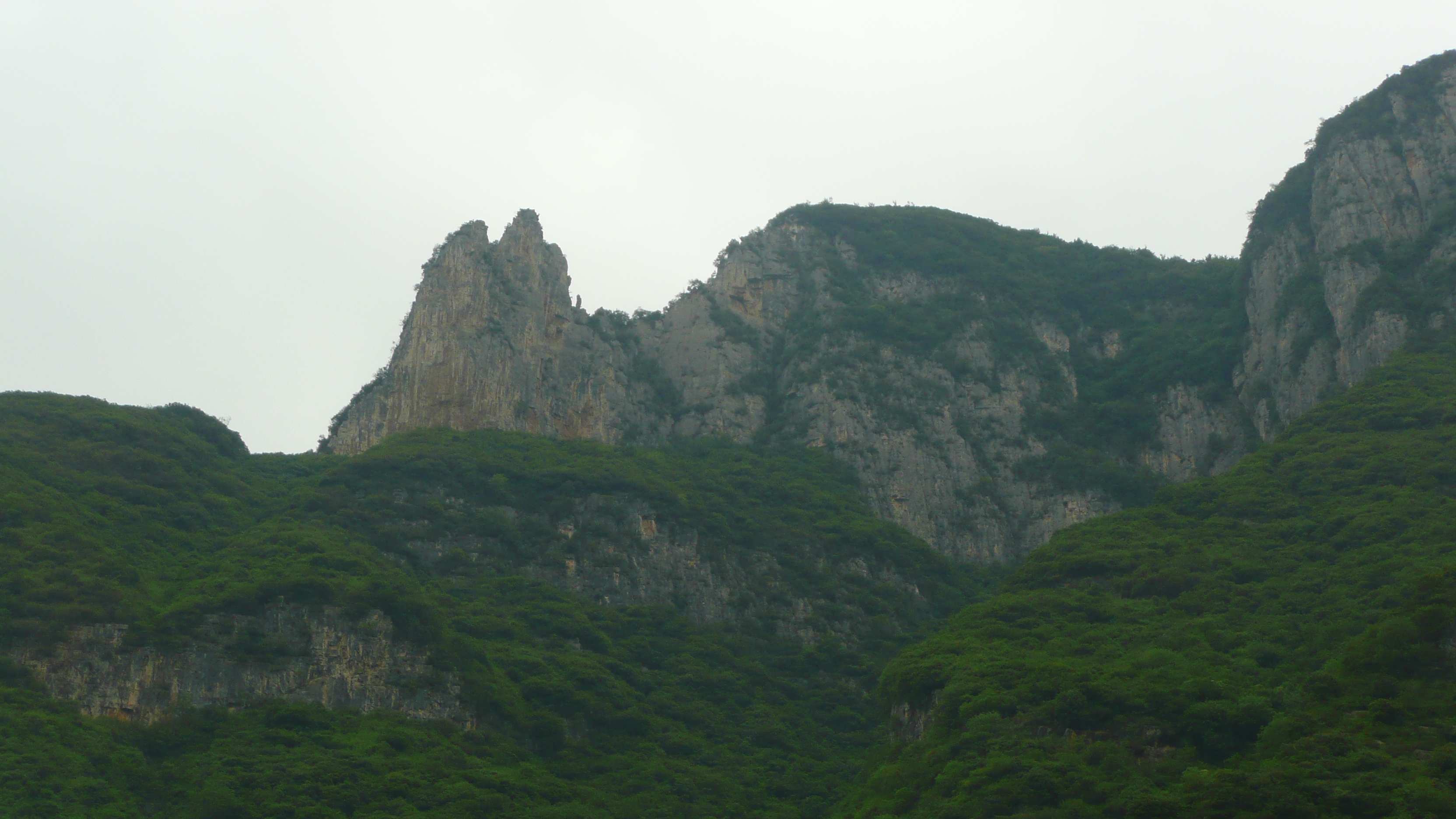
巫峡十二峰の一つ、神女峰

巫峡（ふきょう）は中国・長江三峡の二番目の峡谷。重慶市巫山県の大寧河の河口から湖北省巴東県官渡口まで全長45km。「長江三峡巫峡長、猿啼三声涙沾裳」と謳われた三峡中屈指の風景名勝を誇った。かつては狭い峡谷であったが、現在は三峡ダムの建設により急流という意味では風景が一変したが、左右から迫りくる山々の風景は変わらない。
上流側の巫山県は四川盆地東端にあり、巫山山脈をはじめ東西方向に伸びる細長い褶曲山脈多数が並行して走っている。巫山県城付近は長江沿いの丘陵地帯で大寧河の河口付近にある。大寧河は、北の陝西省から重慶市域の巫渓県に入り、褶曲山脈を次々と南北に貫いて流れるため、「小小三峡」「小三峡」と呼ばれる峡谷地帯を形成している。
長江は大寧河の河口の下流で巫峡に入り、切り立った褶曲山脈・巫山を北西から南東に貫通する。さらに険しい巫山の南を東西に流れ、巴東県の盆地に出るまでが巫峡である。長江の両側にはほぼ垂直の斜面の巫山の山々が屹立し、重なる峰が天を隠し日を蔽い、谷底の長江に太陽が差すことを遮る。長江の水はこの狭い峡谷に殺到し、先を争うような急流となっていた。
巴東県の盆地を出ると、次は西陵峡に入る。
巫峡の両側にある景勝地は「三台八景十二峰」と呼ばれ、特に雲の中に聳える神女峰が代表的な存在である。

## 巫山雲雨
楚の宋玉の「高唐賦」（『文選』所収）序に、楚の懐王が夢の中で巫山の神女と契りを結び、神女が立ち去る際、王に「私は巫山の南の、険しい峰の頂に住んでおります。朝は雲となり、夕べは雨となり、朝な夕な、この楼台のもとに参るでしょう」と告げた、という故事が記されている。このことから、「巫山雲雨」は男女の情交を意味する故事成語となっている。